# 350 Ornamenta
350 Ornamenta là một tiểu hành tinh tương đối lớn ở vành đai chính. Nó được xếp loại tiểu hành tinh kiểu C, và dường như có thành phần cấu tạo bằng vật liệu cacbonat.
Tiểu hành tinh này do Auguste Charlois phát hiện ngày 14.12.1892 ở Nice, Pháp, và được đặt theo tên Antoinette Horneman ở Scheveningen, con gái của một thủy thủ người Hà Lan. Cô là hội viên nhiệt thành của Société astronomique de France (Hội Thiên văn học Pháp).